# Weatherford (Texas)
Weatherford és una població dels Estats Units a l'estat de Texas. Segons el cens del 2000 tenia 19.000 habitants.

## Demografia
Segons el cens del 2000, Weatherford tenia 19.000 habitants, 7.442 habitatges, i 5.045 famílies. La densitat de població era de 351,3 habitants per km².
Dels 7.442 habitatges en un 31,7% hi vivien nens de menys de 18 anys, en un 52,9% hi vivien parelles casades, en un 11,3% dones solteres, i en un 32,2% no eren unitats familiars. En el 27,9% dels habitatges hi vivien persones soles el 13% de les quals corresponia a persones de 65 anys o més que vivien soles. El nombre mitjà de persones vivint en cada habitatge era de 2,45 i el nombre mitjà de persones que vivien en cada família era de 2,99.
Per edats la població es repartia de la següent manera: un 25% tenia menys de 18 anys, un 10,6% entre 18 i 24, un 26,3% entre 25 i 44, un 21,8% de 45 a 60 i un 16,4% 65 anys o més.
L'edat mediana era de 36 anys. Per cada 100 dones de 18 o més anys hi havia 85,8 homes.
La renda mediana per habitatge era de 37.714$ i la renda mediana per família de 47.152$. Els homes tenien una renda mediana de 35.690$ mentre que les dones 24.938$. La renda per capita de la població era de 19.787$. Aproximadament el 6% de les famílies i l'11,5% de la població estaven per davall del llindar de pobresa.

## Poblacions més properes
El següent diagrama mostra les poblacions més properes.